# 孔布雷斯-德圣巴托洛梅
孔布雷斯-德圣巴托洛梅是西班牙安达卢西亚自治区韦尔瓦省的一个市镇。总面积145平方公里，总人口549人（2001年），人口密度4人/平方公里。